# マルグリット・ロンの名による変奏曲
『マルグリット・ロンの名による変奏曲』（フランス語: Variations sur le nom de Marguerite Long）は、ピアニストのマルグリット・ロンを讃えて、8人のフランスの作曲家が1956年に合作した管弦楽のための組曲。

## 概要
曲は1956年6月4日にロンの栄誉を称えるためにソルボンヌの大円形劇場でフランス政府が催した国家祝典演奏会で、シャルル・ミュンシュの指揮、フランス国立管弦楽団によって行われた。会場には「パリ中の人々」が集まったとされ、ロン自身はこの演奏会でガブリエル・フォーレのバラードを演奏している。
作曲家のうち3人は「フランス6人組」のジョルジュ・オーリック、ダリウス・ミヨー、フランシス・プーランクである。残りの5人はジャン・イヴ・ダニエル＝ルシュール、アンリ・デュティユー、ジャン・フランセ、ジャン・リヴィエ、アンリ・ソーゲであった。
実際は、楽曲のうち変奏曲の形式を取るのは1曲のみとなっている。ソーゲの「Variations en forme de Berceuse pour Marguerite Long」（マルグリット・ロンのための子守歌の形式による変奏曲）はロンの名前に由来するEAGGという音型を基にしている。ただし、文字の順はロンの名前の中で現れる順番どおりではない。
プーランクの「Bucolique」（牧歌）は広く知られて録音にも恵まれているが、他の楽曲は有名とは言い難い。

## 楽曲構成
組曲としての構成は以下のようになっている。
- ジャン・フランセ 「Hymne solennel」（厳粛な賛歌）
- アンリ・ソーゲ 「Variations en forme de Berceuse pour Marguerite Long」（マルグリット・ロンのための子守歌の形式による変奏曲）
- ダリウス・ミヨー 「La Couronne de Marguerites」（マーガレットの冠）、「Valse en forme de rondo」（ロンド形式のワルツ） 作品353
- ジャン・リヴィエ 「Nocturne」（夜想曲）
- アンリ・デュティユー 「Sérénades」（セレナード）
- ジャン・イヴ・ダニエル＝ルシュール 「Intermezzo」（間奏曲）
- フランシス・プーランク 「Bucolique」（牧歌） FP 160[4]
- ジョルジュ・オーリック 「ML」